# Sint Anthonisbos
Het Sint Anthonisbos is een natuurgebied van 937 ha ten westen van Sint Anthonis in het noordoosten van de Nederlandse provincie Noord-Brabant.
In de volksmond wordt dit gebied vaak aangeduid met de naam De Staatsbossen of kortweg De Staat. Het gebied wordt namelijk beheerd door Staatsbosbeheer.
Het gebied bestaat uit een jong ontginningsbos van voornamelijk grove dennen dat in de jaren '20 en 30 van de 20e eeuw is aangelegd. Naast naaldbos vindt men ook gemengd bos, zodat het een natuurlijk karakter heeft. In een vastgelegd stuifzandgebiedje nabij het dorp Sint Anthonis staat de z.g. Heksenboom, een merkwaardig vergroeide grove den.

## Flora en fauna
In het bos bevindt zich het laaggelegen Peelven, een vochtig heidegebied, en de Ullingse Bergen, een open vlakte van zo'n 150 ha waar zich heide en (niet meer actief) stuifzand bevinden. Dopheide, moeraswolfsklauw, ronde zonnedauw, kleine zonnedauw en kruipwilg zijn te vinden in vochtige laagtes zoals het Peelven. Amfibieën als heikikker en rugstreeppad komen hier voor.
Op drogere delen groeien fraaie jeneverbesstruwelen.
In het noordwesten van het gebied bevinden zich, niet ver van Landhorst, broekontginningen met de namen Visdel en Groot Berkenbos. Dit is het brongebied van de Tovense Beek. Hier zijn droge en natte graslanden en vindt men doorgeschoten elzenhakhoutbosjes en bloeit er in het voorjaar de dotterbloem.
Broedvogels in het gebied zijn de havik, sperwer, nachtzwaluw, tapuit, geelgors, boomleeuwerik en wulp. Aan zoogdieren komen hier onder meer veel reeën voor naast een flink aantal dassen en andere bosbewoners. Vanwege het beheer graast in dit gebied ook een kudde Schotse Hooglanders en een kudde Kempense heideschapen.

## Recreatie
De aantrekkelijkheid van het gebied wordt onder meer bepaald door de rustige ligging en grote mate van stilte. Ruimtelijk is het interessant door de open ruimtes van niet alleen de Ullingse bergen, maar het Peelven en de weiden in het dal van de Tovense beek en bij het Visdel. Het bos biedt vele fiets- en wandeltochten. Een aantal daarvan zijn met paaltjes aangegeven en andere zijn verkrijgbaar bij de plaatselijke VVV. Ook zijn er ruiterpaden. Er zijn ingangen vanuit alle richtingen: westelijk bij het dorp Landhorst, zuidelijk aan de Gemertseweg, oostelijk aan de Bosweg bij Sint Anthonis, en noordelijk aan de Quayweg. Het gebied is vrij toegankelijk.

## Fotogalerij

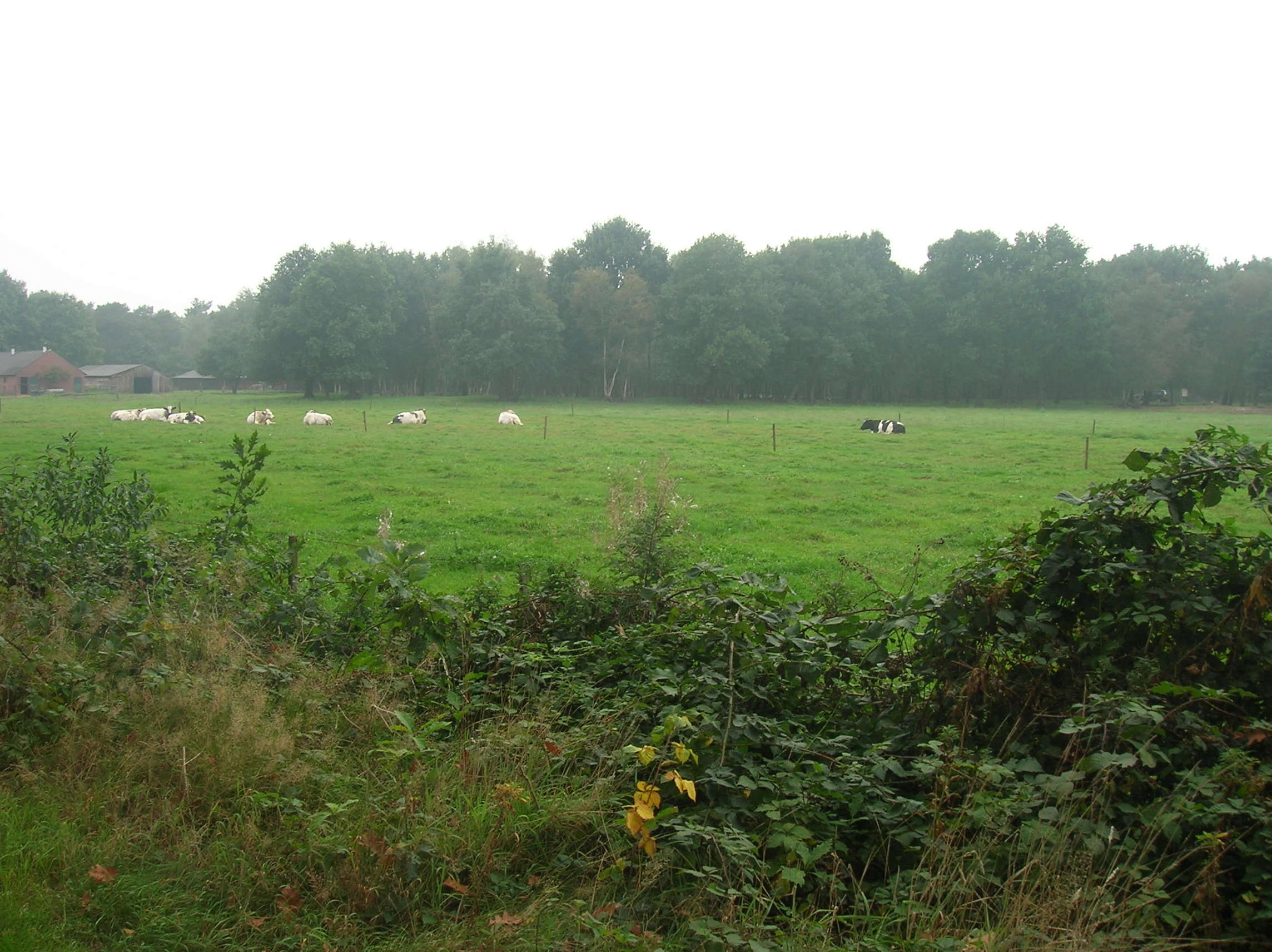
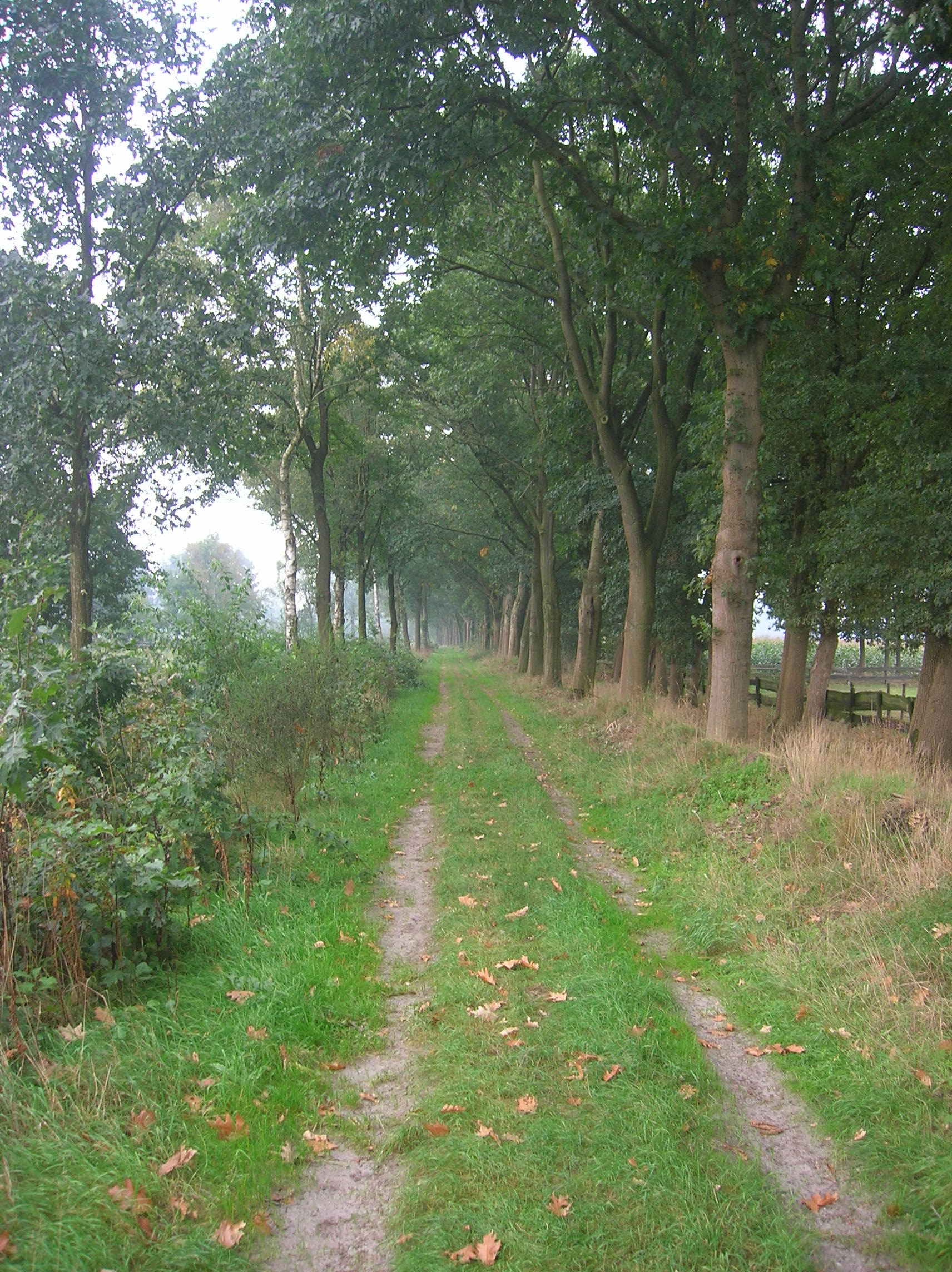
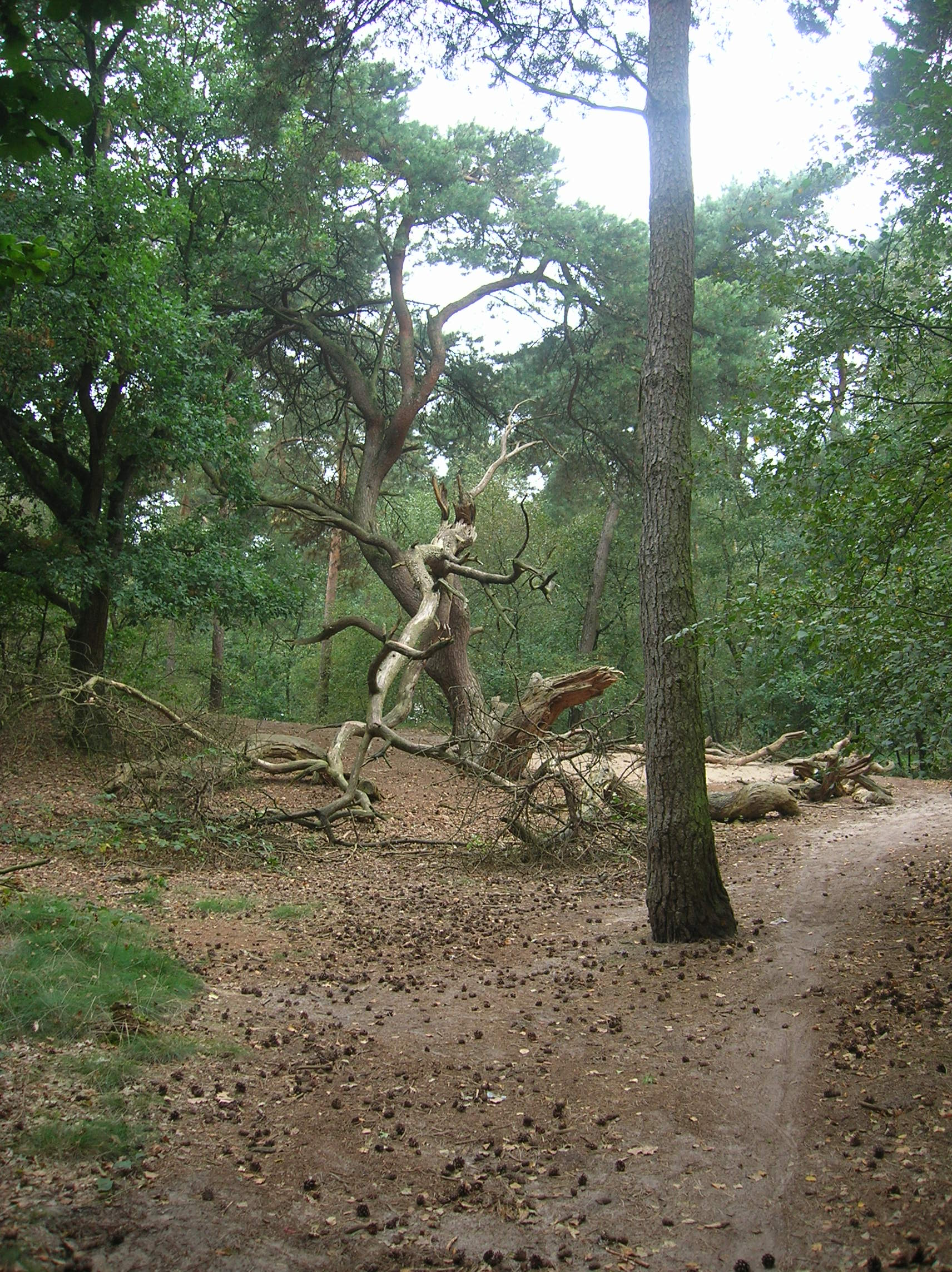
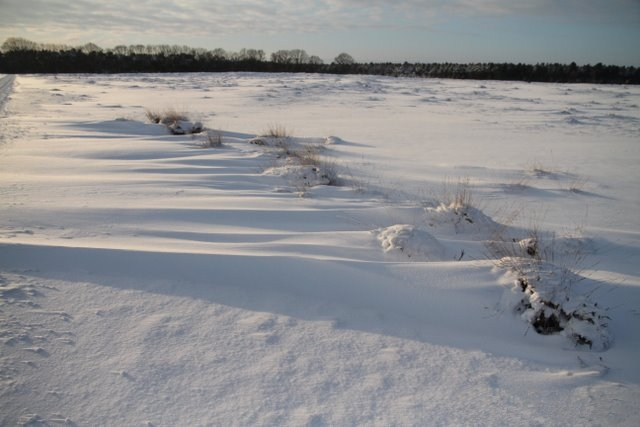